# Ariañy
Ariany (catalansk: Ariany) er en by og kommune i det østlige Spanien på øen Mallorca i provinsen De Baleariske Øer. Den har et indbyggertal på 1.018 (2024) indbyggere.